# Ріверсайд (округ Кембрія, Пенсільванія)
Ріверсайд (англ. Riverside) — переписна місцевість (CDP) в США, в окрузі Кембрія штату Пенсільванія. Населення — 319 осіб (2020).

## Географія
Ріверсайд розташований за координатами 40°17′1″ пн. ш. 78°55′18″ зх. д. / 40.28361° пн. ш. 78.92167° зх. д. (40.283648, -78.921728).  За даними Бюро перепису населення США в 2010 році переписна місцевість мала площу 0,34 км², з яких 0,30 км² — суходіл та 0,04 км² — водойми.

## Демографія
Згідно з переписом 2010 року, у переписній місцевості мешкала 381 особа в 175 домогосподарствах у складі 106 родин. Густота населення становила 1114 осіб/км².  Було 188 помешкань (550/км²).
Расовий склад населення:
| - 96,9 % — білих - 1,0 % — азіатів - 0,3 % — чорних або афроамериканців |

До двох чи більше рас належало 1,6 %. Частка іспаномовних становила 0,3 % від усіх жителів.
За віковим діапазоном населення розподілялося таким чином: 20,5 % — особи молодші 18 років, 56,9 % — особи у віці 18—64 років, 22,6 % — особи у віці 65 років та старші. Медіана віку мешканця становила 44,3 року. На 100 осіб жіночої статі у переписній місцевості припадало 87,7 чоловіків;  на 100 жінок у віці від 18 років та старших — 79,3 чоловіків також старших 18 років.
Середній дохід на одне домашнє господарство  становив 37 775 доларів США (медіана — 32 361), а середній дохід на одну сім'ю — 65 940 доларів (медіана — 53 977). Медіана доходів становила 22 426 доларів для чоловіків та 26 711 долар для жінок. За межею бідності перебувало 11,3 % осіб, у тому числі 0,0 % дітей у віці до 18 років та 0,0 % осіб у віці 65 років та старших.
Цивільне працевлаштоване населення становило 128 осіб. Основні галузі зайнятості: роздрібна торгівля — 25,0 %, освіта, охорона здоров'я та соціальна допомога — 16,4 %, науковці, спеціалісти, менеджери — 15,6 %.